# Señales de humo (canción)
"Señales de Humo" es el segundo sencillo del sexto álbum de estudio de Juan Luis Guerra, Areito (1992). La canción se divide en dos partes: La primera parte es una bachata y la segunda el ritmo se transforma a Mambo con elementos de son y salsa.
El título hacía referencia a la comunicación que utilizan los indígenas entre vastas y despobladas áreas y que se realizan mediante fogatas. La canción recibió elogios de la crítica y ganó el premio a Canción del año en los premios BMI Latin Awards de 1994.  La canción fue un gran éxito en América Latina y en las listas latinas de Billboard en los EE. UU. El tema fue incluido en el álbum recopilatorio de Guerra Colección Romántica (2001).

## Listas
| Listas (1992-1993)          | Posición |
| --------------------------- | -------- |
| Chile Airplay (UPI)         | 8        |
| Dominicana Airplay (UPI)    | 7        |
| Perú Airplay (UPI)          | 9        |
| México Airplay (UPI)        | 8        |
| Hot Latin Songs (Billboard) | 6        |
| Venezuela Airplay (UPI)     | 1        |